# Michele Cardinali
Michele Cardinali (Pesaro, 22 febbraio 1978) è un ex cestista italiano.

## Carriera
Cresciuto nelle giovanili della Victoria Libertas Pesaro, ha militato nel Basket San Lazzaro in Serie B2 e successivamente nell'Argenta Pallacanestro in B1. Dal 2002 al 2004 ha giocato nella Benedetto XIV Cento; nelle tre stagioni successive ha disputato la Serie B d'Eccellenza con Forlì.
Dal 2007 è passato alla New Basket Brindisi, con la quale ha disputato tre stagioni consecutive. Nel 2007-08 ha conquistato la promozione in Legadue, nel 2009-10 ha centrato - da capitano - quella in massima serie. Nella stagione 2010-11 è passato al Basket Barcellona. Nell'ottobre 2011 passa all'Orlandina Basket, formazione militante nella Divisione Nazionale A.
In totale vanta 87 presenze in Legadue, collezionate in tre stagioni (due con Brindisi, l'ultima con Barcellona).

## Palmarès
- Campionato di Legadue: 1

New Basket Brindisi: 2009-010
- Serie B d'Eccellenza: 1

New Basket Brindisi: 2007-08